# رصد إنذاري
الرصد الإنذاري أو الرصد الخافر (بالإنجليزية: Sentinel surveillance) هي مراقبة معدل حدوث امراض و حالات معينة من خلال شبكة تطوعية من الأطباء و المختبرات و اقسام الصحة العامة بهدف تقييم الاستقرار أو التغير في مستويات الصحة لدى السكان.كما يصف دراسة معدلات الامراض في مجموعة سكانية محددة مثل منطقة جغرافية أو مجموعة فرعية لتقدير الاتجاهات في عدد أكبر من السكان. في الأمراض الحيوانية المنشأ، قد تكون المراقبة الحارسة في نوع المضيف.

## الاهداف
يتم استخدام نظام الرصد الانذاري للحصول على بيانات حول مرض معين لا يمكن الحصول عليها من خلال نظام سلبي مثل تلخيص التقارير القياسية للصحة العامة. يمكن استخدام البيانات التي تم جمعها في نظام الرصد الانذاري مصمم جيدًا للإشارة إلى الاتجاهات وتحديد حالات تفشي الأمراض ومراقبة عبء المرض، مما يوفر بديلاً سريعًا واقتصاديًا لطرق المراقبة الأخرى.

## الطريقة
تتضمن أنظمة الرصد الانذاري شبكة من مواقع الإبلاغ، والتي تتكون عادةً من الأطباء والمختبرات وإدارات الصحة العامة. يجب أن توفر مواقع المراقبة ما يلي:
- الالتزام بتوفير الموارد للبرنامج
- احتمالية عالية لملاحظة المرض المستهدف،
- مختبر قادر على اختبار الأشخاص بشكل منهجي للكشف عن المرض،
- الموظفين ذوي الخبرة والمؤهلين.
- عدد سكان كبير نسبيًا مع سهولة الوصول إلى الموقع

## المراقبة السلبية
تتلقى أنظمة الرصد الانذاري السلبية البيانات من "جميع" (أو أكبر عدد ممكن) من العاملين/المرافق الصحية وهي الطريقة الأكثر شيوعًا لتتبع الأمراض المعدية. لا تتطلب المراقبة السلبية من السلطات الصحية تحفيز الإبلاغ عن طريق تذكير العاملين في مجال الرعاية الصحية. يمكن للعمال تلقي تدريب المراقبة حول كيفية استكمال نماذج المراقبة. غالبًا ما تكون المراقبة السلبية غير مكتملة بسبب الحوافز المحدودة للإبلاغ.

## الأنظمة
تقوم أنظمة الرصد الانذاري بجمع البيانات عن المستدمية النزلية من النوع ب والمكورات السحائية والمكورات الرئوية.
نظرًا لأن المراقبة الدقيقة تُجرى فقط في مواقع مختارة، فهي ليست مناسبة للاستخدام في الأمراض النادرة أو تفشي الأمراض البعيدة عن مواقع المراقبة الدقيقة.

### كوفيد-19
تنفذ ولاية هاواي برنامج مراقبة وقائية لفيروس كورونا المستجد (كوفيد-19). في الفترة من 1 مارس إلى 11 أبريل 2020، اكتشف نظام هاواي 23 حالة إصابة بفيروس كوفيد-19 من بين 1084 عينة تم اختبارها (2.1%). تم اختيار العينات لتتناسب مع التوزيع الجغرافي والعمري للولاية. في سانتا كلارا، كاليفورنيا، قام الباحثون بتحليل بيانات المراقبة الميدانية في الفترة من 5 إلى 14 مارس 2020. من هذه العينة، كان 19 من أصل 226 مشاركًا (8%) مصابين بـكوفيد 19.